# Ukweli Roach
Ukweli Raphael Roach (Derby, 22 september 1986) is een Brits acteur.

## Biografie
Roach werd geboren in Derby bij een Engelse moeder en een Guyanese vader, en groeide op in Woolwich. Hij schreef zich in voor een studie rechtsgeleerdheid aan een universiteit, maar sloeg dit af om te studeren aan de Royal Academy of Dramatic Art in Londen waar hij in 2009 afstudeerde.
Roach begon in 2010 met acteren in de film StreetDance 3D, waarna hij nog meerdere rollen speelde in films en televisieseries. Hij is vooral bekend van zijn rol als dr. Robert Borden in de televisieserie Blindspot (2015-2020).

## Filmografie

### Films
Uitgezonderd korte films.
- 2014 Alt - als Pete
- 2011 One Day - als rapper
- 2010 StreetDance: The Moves - als Jay
- 2010 Shakespeare's Globe: Romeo and Juliet - als Tybalt
- 2010 StreetDance 3D - als Jay

### Televisieseries
Uitgezonderd eenmalige gastrollen.
- 2024 Piglets - als brigadier Mike Gunn - 6 afl.
- 2024 Big Mood - als Jay - 5 afl.
- 2021-2023 Annika - als DS Tyrone Clarke - 9 afl.
- 2022 The Midwich Cuckoos - als Sam Clyde - 7 afl.
- 2021 The Prince - als stem - 3 afl.
- 2015-2020 Blindspot - als dr. Robert Borden - 43 afl.
- 2018 Humans - als Anatole - 7 afl.
- 2018 Hard Sun - als Will Benedetti - 3 afl.
- 2015 The Royals - als Marcus - 9 afl.
- 2014 Grantchester - als Johnny Johnson - 2 afl.
- 2012-2013 Starlings - als Reuben - 12 afl.
- 2012 Eternal Law - als Tom Greening - 6 afl.

## Computerspellen
- 2022 Horizon Forbidden West - als diverse stemmen
- 2020 Assassin's Creed: Valhalla - als Goodwin

- Library of Congress Control Number: n2018069672
- Virtual International Authority File: 170154590199043081972
- WorldCat: E39PBJvhjtbkCcTJkYWQHMXGHC